# 米山サービスエリア
米山サービスエリア（よねやまサービスエリア）は、新潟県柏崎市鯨波（上り線）と新潟県柏崎市笠島（下り線）にある北陸自動車道のサービスエリアである。

## 概要
下り線（新潟方面）の施設は米山ICに併設されており、同IC下り線流出部のランプウェイは当SAへの進入路とICへの退出路を兼ねている。また当SA内にも退出用のランプが設けられており、当SAで停車・休憩したのちにICへ退出することもできる。ただしICから当SAへの進入路は設けられていない。
上り線（上越方面）のSAは同IC手前、本線横の丘陵部に設けられている。進入路と退出路の配置がやや複雑なことから逆走による事故防止のため、SAから進入路に向かう位置には「逆走とまれ」と大きく書かれた看板が設置されている。
供用当初は朝日ICと名立谷浜IC間が開通していなかったこともあり、ハイウェイショップ、スナックコーナー、ガソリンスタンド、トイレと小規模な施設であった。

## 施設

### 上り線（米原方面）
- 駐車場
  - 大型 22台
  - 小型 94台
- トイレ
  - 男性 大3（和式1・洋式3）・小8
  - 女性 21（和式4・洋式17）
    - 同伴の男児用 1

  - 車椅子用 1
- ガソリンスタンド（ENEOS（東日本宇佐美）、24時間）[1]
- 給電スタンド（24時間）
- レストラン（ロイヤル空港高速フードサービス、7:00-20:00（4月～11月） / 10:00-20:00（12月～3月））
- スナック（ロイヤル空港高速フードサービス、24時間）
- ショッピング（ロイヤル空港高速フードサービス、24時間）
- 宅配サービス
- 野外浜焼コーナー
- 自動販売機
- ティーサービス（24時間）
- ハイウェイ情報ターミナル
- ベビーコーナー（24時間）
- 休憩所

### 下り線（新潟方面）
- 駐車場
  - 大型 32台
  - 小型 102台
- トイレ
  - 男性 大4（和式1・洋式3）・小8
  - 女性 21（和式4・洋式17）
    - 同伴の男児用 1

  - 車椅子用 1
- ガソリンスタンド（apollostation（東日本宇佐美）、24時間）[2]
- 給電スタンド（24時間）
- レストラン（米山観光、7:00-22:00）
- スナック（米山観光、24時間）
- ショッピング（米山観光、24時間）
- 自動販売機
- ベビーコーナー（24時間）
- ハイウェイ情報ターミナル
- ティーサービス（24時間）
- 喫煙室
- 休憩所

## 隣
E8 北陸自動車道
(33)柿崎IC - (34)米山IC/SA（下り線） - 米山SA（上り線） - (35)柏崎IC